# Arturo L. Hughes
Arturo L. Hughes (Glasgow, Escocia, Gran Bretaña, 1871 – Córdoba, Argentina, 27 de agosto de 1922) fue un inmigrante escocés, que fundó el Barrio Inglés, actualmente llamado Barrio Pueyrredón, de la ciudad de Córdoba, Argentina.

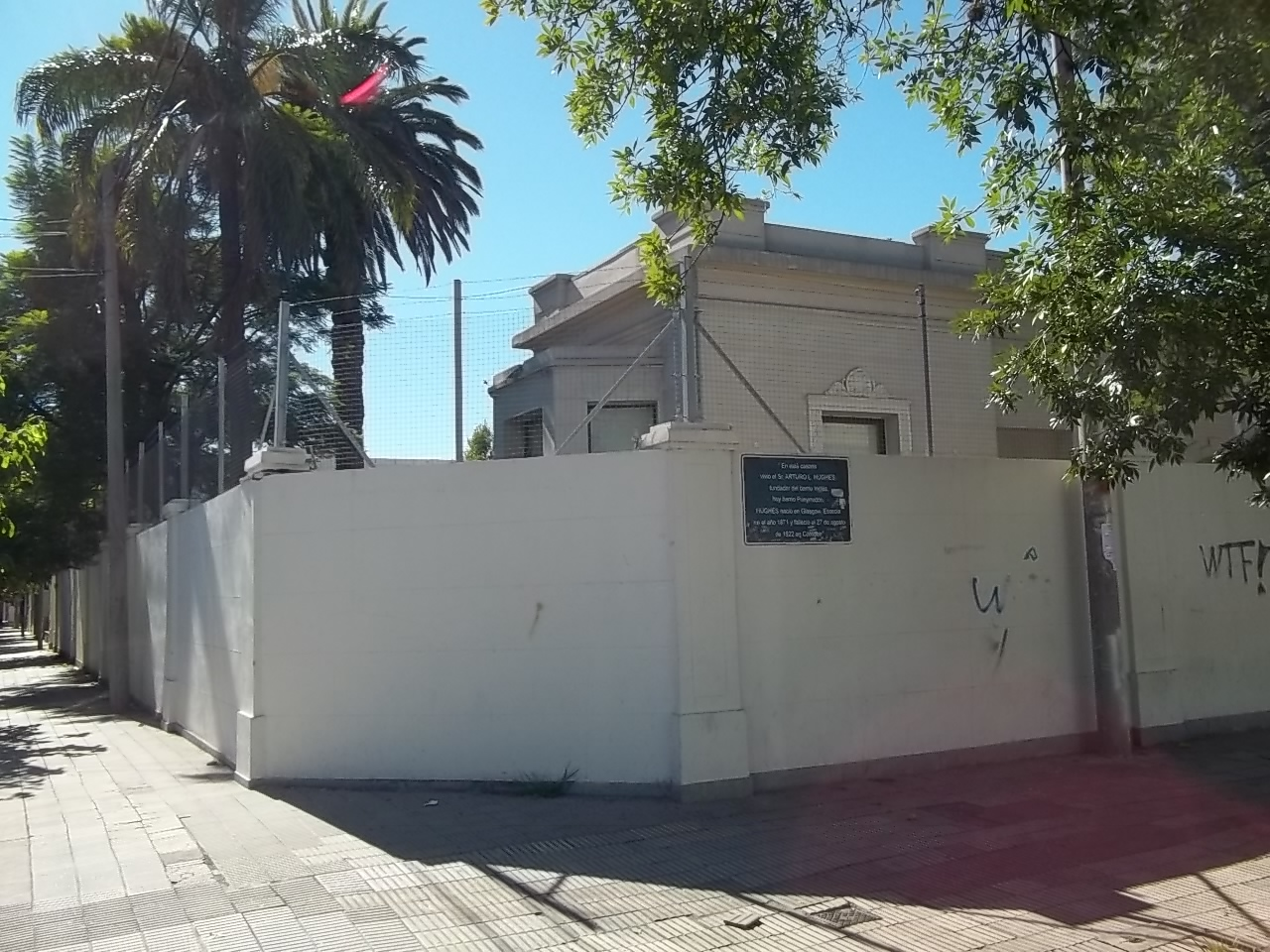
La vieja mansión de Arturo Hughes detrás de un muro de contención. Puede observarse la placa que se ha colocado allí, como único vestigio de su trayectoria.

## Biografía
Arturo Hughes nació en Glasgow, Escocia, Gran Bretaña, en 1871. Llegó en 1875 a la Argentina, junto a sus padres, Tomás Federico Hughes y Margaret Kelly, y su hermano, Federico. El traslado se produjo porque el nuevo Observatorio Astronómico de Córdoba requería la experiencia como físico del padre de Arturo, hospedándose la familia en viviendas de barrio Alberdi, ubicadas sobre calle Deán Funes, que el gobierno de Córdoba les otorga.

## Del Barrio Inglés al barrio Pueyrredón
Arturo junto a su hermano observaron los terrenos que hoy conforman barrio Pueyrredón y ven en ellos la posibilidad de construir un gran hogar para los obreros inmigrantes. Eran campos y montes desolados, retirados del centro adonde sueñan crear un barrio. Surge la Sociedad Arturo Hughes y Compañía, integrada junto a Aurelia López de Fernández, hija de Augusto López, fundador de barrio General Paz, Manuel Ordóñez y Jorge Krug. 
Bischoff asegura que los terrenos pertenecían a la señora Aurelia López de Fernández, la cual fundó primero la sociedad y luego cedió la mayoría de las acciones a Hughes y a su hermano Federico, que llevaron a cabo el loteo. Desde 1913 Arturo Hughes figuraba en la Dirección General de Catastro de la Provincia, y como perito en la mensura comenzó a dar forma al barrio.
Entonces, al disolverse la compañía, Arturo Hughes se habría hecho cargo de los terrenos, y de las deudas contraídas por sus socios. Los Hughes se encargan del loteo público, de limpiar y desmalezar las barrancas que eran bastante pronunciadas. Luego comienzan a vender a quienes quisieran construir su casa, especialmente a los empleados del ferrocarril. 
Hughes mismo era empleado del Ferrocarril Central Córdoba, de capitales británicos. Con gran visión de futuro, ideó un asentamiento para los empleados del ferrocarril y se dedicó de lleno a urbanizar la zona. En sus viajes a Europa convocó a polacos, ingleses, italianos y armenios que se largaron para estos lares soñando con un porvenir mejor. Luego de 1918 la mayoría de los habitantes eran inmigrantes armenios, croatas, italianos, ucranianos y polacos.
Lo atrayente del loteo era la posibilidad de comprarlos con un plan de cuotas relativamente accesibles para los bolsillos de los obreros. Pronto los hermanos Hughes demostrarán que su interés no era sólo el dinero, como lo señalaba un periódico local: 

Con entusiasmo desbordante, contagiando a los obreros con los cuales iban trazando las calles. No iba a hacer obra de beneficencia. Estaba en su negocio, pero muchas veces, como su hermano, tuvieron ocasión de demostrar su espíritu altruista llegando hasta no ejecutar judicialmente a quienes eran sus deudores. Gente de magros salarios, la buena voluntad para cumplir con las cuotas establecidas, se estrellaban con la angustia de sus presupuestos familiares. Y allí entraba en juego la generosidad del loteador. Así se fue formando el barrio.

En esa época, la zona se llamó Barrio Inglés, aunque también fue el barrio de los armenios, quienes se establecieron especialmente alrededor de la avenida Patria. Los primeros llegaron traídos por familias inglesas para que trabajaran en el tendido de las vías del ferrocarril, y éstos llamaron a otros. Sobre la antigua calle Ibarbalz, hoy Armenia, aquellos sobrevivientes del Holocausto Armenio levantaron la Iglesia Surp Kevork (San Jorge), primera iglesia Armenia de Sudamérica. Al lado de ella, levantaron la escuela primaria Sahag Mesrob y el Instituto Educativo Manuel Belgrano, pilares fundamentales que garantizan la preservación del idioma y la cultura armenia.
El club Talleres de Córdoba, en sus comienzos tuvo en Arturo Hughes un gran animador y fue apoyo importante para su compatriota, el inglés Thomas Lawson, siendo también no menos eficaz dirigente. Por aquella época, el señor Hughes desempeñaba el cargo de pagador del Ferrocarril Central Córdoba, y deportista auténtico, les cedió provisoriamente un terreno para instalar la cancha, luego Lawson, acompañado de los señores Arturo Hughes y Rómulo Canale, gestionaron ante la superioridad de la empresa en que ambos trabajaban un terreno. Los trámites tuvieron un curso favorable, cediéndose el de los talleres, donde se permaneció hasta que se erigió el estadio de Barrio Jardín en 1931.
Arturo Hughes fue quien abrió la avenida Patria con cantero en el medio plantando palmeras y columnas de iluminación traídas desde Europa, con una inversión de 100 mil pesos de la época, según contaba la abuela Catherine, y también fue el abuelo Arturo quien hizo extender las vías del tranvía desde Bulnes y el camino a Jesús María hasta las mismas puertas de los talleres del ferrocarril, asegura la psicóloga Cristina Martínez Hughes de Martínez.
El 27 de agosto de 1922, Arturo Hughes fallece en Córdoba, y su hermano Federico comienza a impulsar la instalación de sedes sociales (como el Club Armenio, la Sagrada Familia, Hospital Tránsito Cáceres de Allende) para poblar la zona. 
En 1940 el barrio deja de llamarse Inglés para convertirse en Pueyrredón: 

En los tiempos de Perón cuando despide a los ingleses y estatiza los ferrocarriles, se decide con el gobierno de Córdoba cambiar el nombre a Pueyrredón. Nadie reconoció a Hughes ser el fundador del barrio, nunca le pusieron su nombre a una calle y desapareció la plazoleta. Algunos me han dicho que el problema es contra los ingleses, no hay que generalizar,

aseguró Tomás Hughes, nieto de uno de los hermanos de Arturo Hughes.

## La vieja casona de los Hughes
Arturo se casó con Catherine Ross Hughes y tuvieron cinco hijos, viviendo al principio en barrio Alberdi. Al nacer su primer hijo se mudaron al Boulevard Unión (luego Avenida 24 de Septiembre) para finalmente trasladarse a la casona de Roma 1272, última morada de ambos. 
Residieron en ella desde 1907 hasta su muerte en 1922. Luego de esto, continúan habitando la vivienda sus familiares. A principios del siglo XX, la casa ocupaba toda la manzana (Roma, Cochabamba, General Deheza y Charcas). Contaba con jardines, glorietas, huerta, caballeriza y gallinero. Sobresalía entre los desolados terrenos, a pesar de ser de un estilo americano sin demasiadas ornamentaciones. La impactante casona perteneció durante muchos años a la familia Hughes: tres generaciones crecieron en ella.
Su nieta, la psicóloga Cristina Martínez Hughes de Martínez, recuerda con nostalgia que vivió en esa casa, la que entre 1993 y 1999 fue alquilada al Estado para que funcionara una escuela para niños especiales y luego refaccionada. 
En el año 2000, los Hughes presentaron diversas peticiones al Consejo Deliberante para que convirtieran la vivienda en un museo municipal. Con los meses las expectativas decayeron y propusieron que se colocara un monumento en la plazoleta de la calle Potosí que se llamaba Arturo Hughes. Hoy, la plaza ya no existe y sólo se conserva una placa sobre los muros de la casa.
Frente a las negativas municipales, en el año 2002 los familiares la alquilaron a una empresa de informática. Finalmente, en el año 2005 debido a las deudas de los inquilinos y la imposibilidad de seguirla manteniendo decidieron venderla.
La antigua pero remozada construcción estilo europeo, hoy ocupada por una fundación, se mantiene intacta. Los nuevos propietarios le construyeron un muro perimetral porque la consideran una reliquia, e incluso conservan los cuadros con las fotos de la construcción. Algo todavía permanece del añoso jardín: la palmera, el pomelo, el naranjo, la palta y la pérgola.